# The Friends' School
The Friends' school är en privatskola i Hobart, Tasmanien, Australien. Grundad 1887 med sin grund i kväkarnas livsåskådning. Den har ca 1200 elever från förskola till årskurs 12.